# Carlos Cezón
Carlos Cezón González (Zaragoza, 1951 - ), jurista y escritor español.

## Biografía
Magistrado progresista, fue juez unipersonal de menores y juez de vigilancia penitenciaria y presidió la Sección Cuarta de la Sala Penal de la Audiencia Nacional en Madrid. Ha publicado dos libros de temática jurídica sobre la extradición y el Derecho penal de menores. Libros poéticos suyos son Réquiem por los caminos ya andados (1972), Interludio de nada (1973), Las Margaritas (Zaragoza: Fernando el Católico, 1976), Soledades (1991, poemas para dibujos de Fernando Martínez Valencia) y Tumba de Julio II, un conjunto de diez poemas que intentan conjuntarse en una estructura incompleta, como es la de la famosa tumba proyectada y apenas esculpida por Miguel Ángel. 
Ha pronunciando conferencias e impartido cursos sobre Derecho de protección y reforma de menores, Derecho penal juvenil y Derecho penitenciario, y ha colaborado en distintos medios de comunicación, como Radio Juventud de Zaragoza, Aragón Expres, La Tribuna, Crónicas y Ucronía. Algunas de sus series de artículos publicadas en la prensa son Palabras para el olvido, En memoria de Laura y Tren a ningún sitio. También ha cultivado el teatro, con obras históricas de impronta vallejiana que aún permanecen inéditas, como El discípulo amado, sobre los últimos días de Jesucristo, tema en el que es especialista y sobre el que ha ofrecido algunas conferencias.

## Obras

### Derecho
- Derecho extradicional Dykinson, 2003. ISBN 84-9772-027-X
- La nueva Ley orgánica reguladora de la responsabilidad penal de los menores: con las reformas introducidas en el articulado de las Leyes orgánicas 7/2000 y 9/2000. Editorial Bosch, 2001. ISBN 84-7676-804-4

### Lírica
- Réquiem por los caminos ya andados (1972)
- Interludio de nada (1973)
- Las Margaritas (Zaragoza: Fernando el Católico, 1976)
- Carlos Cezón y Fernando Martínez Valencia, Soledades: dibujos y poemas (Ciudad Real: Artes Gráf. ANGAMA, 1991. ISBN 84-604-0810-8.
- La Tumba de Julio II.

- Datos: Q5750020